# Звёзды типа AM Гончих Псов
Звёзды типа AM Гончих Псов (англ. AM Canum Venaticorum stars или AM CVn stars) — редкий тип катаклизмических переменных звёзд, названных по имени их прототипа — AM Гончих Псов. Эти переменные представляют собой очень тесные системы из белого карлика и гелиевой звезды либо другого белого карлика. Они образуют полуразделённую тесную двойную систему, в которой вещество со звезды аккрецирует на белый карлик. Орбитальные периоды этих систем также очень коротки и обычно составляют меньше часа. Эти звёзды лишены водорода, зато богаты гелием, и, соответственно, в их спектрах сильны линии гелия. Эти объекты также должны являться источниками гравитационного излучения, вероятно, достаточно сильного, чтобы его можно было зарегистрировать с космического лазерного интерферометра такого, например, как LISA.

## Характеристики
На 2018 год было известно 56 звёзд типа AM Гончих Псов с орбитальными периодами от 6 до 65 минут. Системы с различными периодами имеют разные свойства:
- High-state phase (букв. высокоэнергетическое состояние) — орбитальный период составляет менее 20 минут, амплитуда изменения блеска мала. Если период больше 12 минут, в системе присутствует разогретый аккреционный диск, в противном случае диск отсутствует. Такие системы похожи на новоподобные катаклизмические переменные. К ним относится AM Гончих Псов[4].
- Outburst phase (букв. состояние вспышки) — орбитальный период составляет от 20 до 40—50 минут, в оптическом диапазоне амплитуда изменения блеска может доходить до 4—5 звёздных величин. В этих системах аккреционный диск присутствует, имеет меньшую температуру, чем в высокоэнергетическом состоянии и нестабилен. CR Волопаса находится в этом состоянии.
- Low-state phase (букв. низкоэнергетическое состояние) — орбитальный период более 40—50 минут, в оптическом диапазоне изменений блеска не наблюдается. Аккреционный диск в системе стабилен и имеет низкую температуру.

## Состояния звёздной системы
Звёзды типа AM Гончих Псов отличаются от большинства других катаклизмических переменных отсутствием линий водорода в их спектрах. Они показывают широкий континуум, соответствующий горячим звёздам со сложными линиями поглощения или испускания. Некоторые звёзды показывают линии поглощения и линии испускания в разное время. Звёзды типа AM Гончих Псов обладают тремя типами поведения: состояние вспышки; высокоэнергетическое состояние; и низкоэнергетическое состояние .
В состоянии вспышки, звёзды показывают сильную изменчивость с периодами 20-40 минут. Звёздами с подобными состояниями являются V803 Центавра и CR Волопаса. Эти звёзды иногда показывают долгие и яркие вспышки. Интервал между вспышками в среднем тем больше, чем больше период вращения звёзд. Их спектры показывают сильные линии поглощения гелия во время вспышек, со многими слабыми эмиссионными линиями гелия и железа вблизи минимума. Спектральные линии, как правило, двойные и образуют широкие плоские линии поглощения и острые двугорбые эмиссионные линии. Это самый распространённый вид переменной типа AM Гончих Псов возможно, потому, что их наиболее легко обнаружить.
В высокоэнергетическом состоянии, звёзды показывают изменения яркости на несколько десятых величины в течение нескольких коротких периодов, менее или около 20 минут. Сама АМ Гончих Псов наряду с другой яркой звездой HP Весов показывает подобное поведение. Линии поглощения в спектре в основном гелиевые, а состояние называется высокоэнергетическим, так как оно похоже на состояние постоянной вспышки.
В низкоэнергетическом состоянии, не существует каких-либо изменений яркости, но спектры изменяются с периодом от 40 минут до часа. GP Волос Вероники является самой известной звездой этого типа. Спектры являются в основном спектрами излучения и их состояние подобно постоянному минимуму состояния вспышки.
В дополнение к трём стандартным типам переменности, существуют звёзды с экстремально коротким периодом (<12 минут), во время которого они показывают только крошечные, очень быстрые изменения яркости. ES Кита и V407 Лисички показывают подобное поведение.
Звёзды в высокоэнергетическом состоянии, либо постоянно, либо во время вспышки, часто показывают изменения яркости с постоялым периодом, отличным от орбитального периода. Это изменения яркости имеет бо́льшую амплитуду, чем вариации связанные с орбитальным периодом и известны как супергорбы (superhump) на кривой блеска. Вполне возможно, что это происходит из-за затмений в системе, но с уверенностью сказать что так, невозможно, из-за крошечных размеров звёздной системы.

## Свойства системы
Звёзды типа AM Гончих Псов состоят из белого карлика — аккретора, донорской звезды, состоящей в основном из гелия и, как правило, имеют аккреционный диск.

### Компоненты
Ультракороткие орбитальные периоды (10-65 минут) показывают, что как звезда-донор, так и звезда-аккретор являются вырожденными или полу-вырожденными объектами.
Аккретор — всегда белый карлик с массой, приблизительно, от половины M⊙ до одной M⊙. Как правило, они имеют температуру 10 000-20 000  К, хотя в некоторых случаях она может быть и выше. Температуры свыше 100 000  К были предположены для некоторых звёзд (например ES Кита), в которых, возможно, происходит непосредственное воздействие аккреции, без диска. Светимость аккретора, как правило, низкая (тусклее по абсолютной звёздной величине 10m), но для некоторых систем с очень коротким периодом и высоким темпам аккреции она может достигать 5-й величины. В большинстве случаев свет звезды-аккретора закрывается аккреционным диском. Некоторые переменные типа AM Гончих Псов были обнаружены в рентгеновском диапазоне волн. Они содержат либо очень горячие звёзды-аккреторы, либо у звёзд-аккреторов возможно предположить наличие горячих пятен на их поверхности из-за прямого воздействия аккреции.
Звезда-донор потенциально может быть либо гелиевым белым карликом, либо маломассивной гелиевой звездой, или проэволюционировавшей звездой главной последовательности. В некоторых случаях донор-белый карлик может иметь сопоставимую массу с массой аккретора, хотя неизбежно несколько ниже, даже если система находится в первой фазе формирования. В большинстве случаев, и, в частности, к тому времени, когда система типа AM Гончих Псов уже сформировалась, донор был сильно «ободран» до крошечного гелиевого ядра с массой 0,01 M⊙ — 0,1 M⊙. Как только звезда-донор «ободрана», она начинает адиабатически расширяется (или близко к этому), охлаждаясь до температур всего 1-2 тысяч К. Таким образом, донорские звёзды в системах типа AM Гончих Псов становятся невидимы, хотя есть возможность обнаружения коричневого карлика или объекта размером с планету, обращающегося вокруг белого карлика, как только процесс аккреции прекратится.
Аккреционный диск, как правило, является основным источником видимого излучения. Он может достигать светимости 5m по абсолютной величине в высокоэнергетическом состоянии (хотя более типичны значения 6m−8m по абсолютной величине), и на 3-5m тусклее в низкоэнергетическом состоянии. Необычные спектры типичные для систем типа AM Гончих Псов исходят от аккреционного диска. Диски состоят в основном из гелия от звезды-донора. Как и в случае карликовых новых, высокоэнергетическое состояние соответствует горячему диску ионизированного гелия, оптически непрозрачному, в то время как в низкоэнергетическом состоянии диск холоднее, не ионизируется, и является прозрачным. Появление супергорбов на кривой блеска связано с прецессией аккреционного диска. Период прецессии может быть связан с отношением масс двух звёзд, что дает возможность определить массу даже невидимых звёзд-доноров.

### Орбитальные параметры
Наблюдаемые орбитальные параметры были связаны с четырьмя типами систем:
- сверхкороткий орбитальный периоды — меньше чем 12 минут — системы не имеют аккреционного диска и показывают непосредственное влияние аккрецирующего материала на белый карлик, или, возможно, имеют очень маленький аккреционный диск;
- системы с периодами от 12 до 20 минут — образуют большой устойчивый аккреционный диск и появляются постоянные вспышки, что сравнимо со вспышками на поверхности безводородной карликовой новой звезды;
- системы с периодами 20-40 минут, которые образуют аккреционные диски и показывают время от времени вспышки, что сравнимо со вспышками переменных типа SU Большой Медведицы;
- cистемы с орбитальными периодами больше 40 минут, которые образуют небольшие стабильные аккреционные диски, и демонстрируют поведение сравнимое с поведением карликовой новой в состоянии покоя.

## Эволюция систем типа AM Гончих Псов
Существуют три возможных типа звёзд-доноров в системах типа AM Гончих Псов, хотя аккретор всегда белый карлик. Каждая из трёх типов звёзд-доноров проходит по своему эволюционному пути, хотя все они первоначально входили в состав двойной системы и проходили через последовательность фаз с одной или более общей оболочкой, по мере того как звёзды эволюционировали и уходили с главной последовательности.
Звёзды типа AM Гончих Псов с белым карликом в качестве донора могут быть сформированы, когда двойная звезда, состоящая из белого карлика и маломассивного гиганта проходят через стадию общей оболочки. Результатом этого будет двойной белый карлик. Благодаря испусканию гравитационного излучения, двойная система теряет угловой момент, что приводит к сокращению орбиты. Когда орбитальный период сократился до примерно 5 минут, наименее массивный (и самый большой) из двух белых карликов заполнит свою полость Роша и начнёт передачу массы своему спутнику. Вскоре после начала переноса массы, орбитальный эволюция развернётся и орбита системы будет расширяться. Именно в этой фазе, после периода минимума, скорее всего, система будет наблюдаться как переменная типа AM Гончих Псов.
Звёзды типа AM Гончих Псов с гелиевой звездой в качестве донора формируются аналогичным образом, но в этом случае общая оболочка более массивна и производится гелиевой звездой, а не белым карликом. Гелиевая звезда имеет больший размер, чем белый карлик, и когда гравитационное излучение приведёт две звезды в контакт, то гелиевая звезда заполнит свою полость Роша и начнёт передачу массы на белый карлик, с орбитальным периодом примерно в 10 минут. Как и в случае с белым карликом в качестве донора, орбита двойной системы, как ожидается, начнёт расширение вскоре после запуска массообмена, и мы должны наблюдать звезду как систему типа AM Гончих Псов после окончания периода минимума.
Третьим типом потенциального донора в системе типа AM Гончих Псов является проэволюционировавшая звезда главной последовательности. В этом случае вторая звезда заполняет полость Роша на конечной стадии эволюции на главной последовательности. Важным элементом этого сценария является магнитное торможение, что позволяет эффективно терять угловой момент и, следовательно, приводить к сильному сжатие орбиты до ультракоротких периодов времени. Сценарий весьма чувствителен к начальному орбитальному периоду; если звезда-донор заполнит свою полость Роша задолго до конечной стадии эволюции на главной последовательности, то орбита, конечно, будет сходиться, но в системе произойдёт «отскок» и периоды попадут в диапазон 70-80 минут, как в обычных катаклизмических переменных. Если донор начнёт массопередачу слишком поздно, после как он вступил на заключительные стадии звёздной эволюции, скорость массообмена будет высокой и орбита будет расходиться. Только узкий диапазон начальных периодов приведёт к появлению сверхкоротких периодов, которые наблюдаются в звёздах типа AM Гончих Псов. Процесс сближения двух звёзд на тесных орбитах под воздействием магнитного торможения называется магнитным захватом. Звёзды типа AM Гончих Псов, образовавшиеся таким образом, могут наблюдаться либо до, либо после, периода минимума (который может лежать в пределах от 5 до 70 минут, в зависимости от того, когда именно звезда-донор заполнит полость Роша). Также предполагается обнаружение, в этом случае, некоторого количества водорода на поверхности звезды-донора и аккретора.
Прежде чем звезда перестанет быть звездой типа AM Гончих Псов, двойная система может испытать несколько вспышек гелиевой новой звезды (445 Кормы как пример). Системы типа AM Гончих Псов будут осуществлять массоперенос, до тех пока один из компонентов не станет тёмным субзвёздным объектом. Но также возможно, что массоперенос приведёт к превышению предела Чандрасекара и, как следствие, к взрыву сверхновой типа Ia или IAX.